# Contea di Alexander (Illinois)
La contea di Alexander (in inglese: Alexander County) è una contea dello Stato dell'Illinois, negli Stati Uniti. La popolazione al censimento del 2010 era di 8 238 abitanti. Il capoluogo di contea è Cairo.